# DR-Baureihe 99.464
In die Baureihe 99.464 ordnete die Deutsche Reichsbahn verschiedene Tenderlokomotiven der Kleinbahnen des Kreises Jerichow I ein.
- 99 4641 und 99 4644: KJI Nr. 15 bis 17
- 99 4642, 99 4643 und 99 4645 KJI Nr. 11 bis 14